# 丸一都美
丸一 都美〈まるいち さとみ、7月26日 - 〉は、日本のラジオパーソナリティ・レポーター・司会者。石川県金沢市出身。主に、石川県で活動している。血液型Å型。

## 略歴
北陸朝日放送のレポーターとしてキャリアをスタート。1996年よりMROラジオ（北陸放送）にて、松村玲郎アナウンサーとカラオケ番組パーソナリティへ。
その後、1999年より日本列島ここが真ん中の後番組となる月金ワイド今日も“シャキ”っと、石川名物!GOGOは本多町3丁目レポーターへ。

## 担当番組
- MROラジオ「まるちゃんの外で見つけた丸ひとつ」「外の様子はどうじゃいな」「丸ちゃんの松下サービスセンターお宅訪問」「土曜イチオシ!」
- ラジオななお「七尾もしもし探検隊」ほか
- ラジオかなざわ「金曜ときめきアワー」ほか

## 出演

### テレビ
- フジテレビ「ゴールド・ラッシュ!」（1993年）
- 北陸朝日放送「お茶の間パラダイス」など（1994年 - 1996年）

### ラジオ
- 北陸放送・新潟放送・北日本放送・信越放送「北陸新幹線で行く!いい旅ラジオ旅」（2014年 - 2020年）
- FM石川「石川県スキー場ゲレンデ情報番組」（1996年）
- FM富山「月金ワイド内ちょっとおりこうさん」（1997年 - 2000年）
- MROラジオ「大塚製薬オーエスワン情報番組」「ほっともっとお弁当お届け隊」（2016年 - 2017年）
- ラジオかなざわ「花金玉手箱」（1998年 - 2021年）、「おはようラジオ」（1998年 - 2001年）

### CMソング＆ナレーション
- 「JA金沢市五郎島金時の唄」
- 「北陸放送テレビ　歌アニメシリーズ」
- 「森永乳業」 ほか

## その他
- イベント
  - 石川県民体育大会・石川県芸術文化協会・石川県吹奏楽コンクール・全国製麺協同組合連合会全国大会・石川太鼓打ち競技大会・石川県警音楽隊パレード・北國新聞社各種表彰式・叙勲祝賀会・首長就任式・北國新聞文化センターカルチャーまつり・JA石川表彰式・金沢百万石まつり・ディズニー30周年記念パレードイン金沢・金沢園遊会・北國花火大会・フードピア金沢開会式・七尾みなとまつり・小松市お旅まつり・輪島大祭・珠洲キリコまつり・白山1300年記念事業各種・ほか、婚礼司会実績件数2千件以上
- ディナーショー&トークショー司会
  - 石川さゆり。ピーター、モト冬樹、山本リンダ、エド山口、たけし軍団、ガナルカナルタカ、ブラザートム、神無月、江頭2:50、香西かおり、酒井法子、松方弘樹、萬田久子、永作博美、大川栄策、菅原洋一、石原詢子、中西圭三、中西保志、宮路オサム、山内惠介、南野陽子、棚橋弘至、多岐川舞子、大石まどか、キムヨンジャ、イルカ、新川二朗、元大リーガー藪選手、他
- 北國新聞文化センター　司会・話し方講座
- 企業研修講師
  - ネクスコ中日本　総合警備保障ALSOK　東レ労働組合　市職員組合　森永乳業　石川県青果地方卸売市場協会　石川県教職員組合　JA石川
- 講師活動
  - 金沢ビューティーアカデミー専門学校コミュニケーション非常勤講師、石川県職業訓練校コミュニケーション講師、こども発声アナウンス協会講師、コミュニケーション検定1級、北國アカデミー理事